# 奚自
奚自（1461年—？），字從之，順天府宛平縣人，匠籍，明朝政治人物。

## 生平
弘治五年（1492年）中式壬子科順天府鄉試第八名舉人。弘治六年（1493年）聯捷癸丑科會試第十五名，三甲第一百零七名進士。

## 家族
曾祖奚澄；祖父奚伯通，贈監察御史；父奚銘，監察御史。母周氏（封孺人）。具庆下。